# Okres Jeseník
Jeseník (Duits: Freiwaldau) is een district (Tsjechisch: Okres) in de Tsjechische regio Olomouc. De hoofdstad is Jeseník. Het district bestaat uit 24 gemeenten (Tsjechisch: Obec). Het district Jeseník ligt bijna geheel in Tsjechisch Silezië, alleen de gemeente Ostružná ligt (bijna geheel) in Moravië.

## Geschiedenis
Het district Jeseník is in 1996 ontstaan met de afsplitsing van 22 gemeenten uit het district Šumperk en het overhevelen van de gemeente Zlaté Hory uit het district Bruntál. In 2001 kwam daar een 24e gemeente bij door de afsplitsing van Kobylá nad Vidnavkou van de gemeente Žulová.

## Lijst van gemeenten
De obce (gemeenten) van de okres Jeseník. De vetgedrukte plaatsen hebben stadsrechten.
Bělá pod Pradědem - Bernartice - Bílá Voda - Černá Voda - Česká Ves - Hradec-Nová Ves - Javorník - Jeseník - Kobylá nad Vidnavkou - Lipová-lázně - Mikulovice - Ostružná - Písečná - Skorošice - Stará Červená Voda - Supíkovice - Uhelná - Vápenná - Velká Kraš - Velké Kunětice - Vidnava - Vlčice - Zlaté Hory - Žulová
Districten (okresy): Jeseník · Olomouc · Prostějov · Přerov · Šumperk 
 Kleine districten (správní obvody ORP): Hranice · Jeseník · Konice · Lipník nad Bečvou · Litovel · Mohelnice · Olomouc · Prostějov · Přerov · Šternberk · Šumperk · Uničov · Zábřeh